# Velká pardubická 2000
Velká pardubická 2000 byla 110. ročníkem tohoto dostihu. Konala se 8. října na pardubickém dostihovém závodišti. Vítězem se stal potřetí v řadě dvanáctiletý Peruán s žokejem Zdeňkem Matysíkem. Čas vítěze byl 9:29,00 minuty. Na druhém místě se ztrátou jedné a čtvrt délky (cca 4 metry) dojel Belovodsk a třetí byla se ztrátou dalších třinácti délek Czanka. 
Do dostihu startovalo 15 koní. Na obávaném Velkém Taxisově příkopu neupadl nikdo, na Malých zahrádkách skončil jediný zahraniční účastník Celtic Giant.
Hlavním sponzorem byla Česká pojišťovna a běželo se o celkovou částku 3 600 000 Kč.

## Pořadí v cíli (prvních pět)
| * | Kůň         | Jezdec         |
| - | ----------- | -------------- |
| 1 | Peruán      | Zdeněk Matysík |
| 2 | Belovodsk   | Jan Havlíček   |
| 3 | Czanka      | Dušan Andrés   |
| 4 | Marketplace | Pavel Složil   |
| 5 | Rent        | Pavel Průdek   |